# Diego Guzmán de Silva
Diego Guzmán de Silva (Ciudad Rodrigo, c. 1520 - Venecia, 1578) fue un canónigo y diplomático español del siglo XVI, que fue embajador en Inglaterra, Génova y Venecia.

## Actividad
Intervino ante la reina Catalina de Francia para conseguir el traslado a Toledo de los restos de San Eugenio de Toledo, y fue Obrero mayor durante el arzobispado del cardenal Juan Martínez Guijarro.
En 1564, y siendo canónigo de Toledo, fue designado por Felipe II embajador en Londres ante la corte de Isabel I de Inglaterra, en una época de complejas relaciones entre ambos países, para sustituir a su predecesor, Álvaro de la Quadra, que había fallecido en el cargo. Durante su estancia en el reino tuvo que abordar asuntos como las negociaciones de matrimonio entre Isabel I y varios pretendientes, el comercio con Flandes y los Países Bajos, y de los puertos españoles con los ingleses o la situación religiosa de los españoles en Inglaterra. Algunos autores señalan el gran interés que mostró la reina por las informaciones que sobre el Sitio de Malta de 1565 le transmitió el embajador español. Es coincidente entre los historiadores la idea de que Guzmán de Silva fue el único enviado de Felipe II que entabló cierta relación con Isabel I, mientras que los demás se dedicaron a especular y espiar a la monarca. Este hecho fue corroborado por la posterior  publicación de la correspondencia entre la reina y Felipe II, en la que llegó a comunicarle que Guzmán "siempre fue un buen ministro deseoso de preservar la armonía entre nosotros, lo cual fue demostrado por la calma y la tranquilidad que reinó mientras estuvo aquí". Pese a ello, se vio obligado en numerosas ocasiones a protestar ante la corte británica por el constante saqueo a que los piratas ingleses, especialmente John Hawkins, sometían a las embarcaciones españolas que llegaban del Nuevo Mundo.
Pese al buen hacer de Guzmán, en 1568, y molesto por el comportamiento del embajador inglés en Madrid, el rey decidió sustituirle por Guerau de Espés, un hombre mucho menos diplomático, y que llevó a cabo en Londres más tareas de espionaje y conspiración que de diplomacia, por lo que fue expulsado del país en abril de 1571, a raíz de la conspiración de Ridolfi.
Fue enviado en 1569 como embajador a la República de Venecia, desde donde coordinó con Felipe II una importante recepción de lienzos de Jacopo Bassano y sus hijos Francesco y Leandro, que tuvo una gran repercusión en la España del Siglo de Oro. También desde su embajada en Venecia colaboró en tareas de espionaje sobre los turcos para Don Juan de Austria, procedentes de informadores enviados a Constantinopla. Además, recopiló por orden del rey una valiosa colección de manuscritos y códices destinados a la Biblioteca de El Escorial. Desempeñó el cargo hasta su muerte el 28 de enero de 1578, tras haber sido nombrado cardenal. Se sabe gracias al historiador Antonio Sánchez Cabañas (siglo XVI) que tras su muerte fue llevado su cuerpo a Ciudad Rodrigo, su ciudad natal para ser enterrado en la iglesia de San Isidoro. Las palabras textuales del historiador son "La parrochia de San Isidro, patrón desta çiudad (refiriéndose a Ciudad Rodrigo) es aora convento de religiosas descalças de la orden de San Francisco. Mandola reedificar don Diego de Guzmán y Silva, canónigo de Toledo y enbajador del rey don Phelipe Segundo, el qual, aviendo muerto en Veneçia, se mandó traer a enterrar a esta yglesia, y en la capilla mayor tiene un rrico y sumptuoso sepulcro".